# Polynomé
Ne doit pas être confondu avec Polynôme.
Dans la mythologie grecque, Polynomé (en grec ancien Πολυνόμη / Polunómê) est une Néréide, fille de Nérée et de Doris, citée par Apollodore et Hésiode dans leurs listes de Néréides. 

## Étymologie
Son nom signifie aux multiples pâturages, du grec polu et nómê.

## Famille
Ses parents sont le dieu marin primitif Nérée, surnommé le vieillard de la mer, et l'océanide Doris. Elle est l'une de leur multiples filles, les Néréides, généralement au nombre de cinquante, et a un unique frère, Néritès. Pontos (le Flot) et Gaïa (la Terre) sont ses grands-parents paternels, Océan et Téthys ses grands-parents maternels.